# Tácsik János
Tácsik János (Tiszalök, 1959. július 25. – Budapest, 2005. augusztus 17.) magyar festő, grafikus

## Életpályája
1973 és 1977 között végezte el a Képző- és Iparművészeti Szakközépiskolát, ahol mesterei Bodóczky István és Szkok Iván. 1979 és 1983 között a Magyar Képzőművészeti Főiskola hallgatójaként Sváby Lajos tanítványa volt. 1984-ben a Magyar Képzőművészeti Főiskola művészképzőjébe járt. 1985-től a Madách Gimnázium tanáraként dolgozott. Az 1990-es évektől a Százados úti művésztelep lakója volt (1087 Budapest, Százados u. 3–13.)
1982. évi, Epreskertben készült arcképe.

## Tagságai
- 1989-95: Fiatal Képzőművészek Stúdiója;
- 1994: MFT;
- 1996: Művésztanár Társaság.

## Stílusa
„Alapozatlan zsákvászonra erős, vad színekkel és drasztikus tárgyi applikációkkal dolgozik a nagyméretű, kombinált festményeit "misztikus barbarizmus" cím alá gyűjtő festő. A nemzés, a szenvedés és az elmúlás expresszív, figurativitást és gesztusfestészetet egyesítő barbár ikonjaival ~ azok közé a festők közé tartozik, akik előszeretettel fejezik ki magukat kultúrtörténeti toposzok segítségével. Anubisz, Minotaurosz, Jézus történeteinek utalásszerű felhasználása, korunkra való adaptációja mellett a képeken "barbár" motívumok tűnnek fel, sámán, bálvány, kopjafa, ősanya, elemi geometria alakzatokban megfogalmazva. A kifinomult és a nyers, a kulturált és az ösztönös, a spirituális és az érzéki ütköztetése adekvátan jelenik meg a művész színhasználatában és anyagkezelésében, a finom gyolcs vagy homok és a durva kóc, az applikált sarló vagy koponya mind ugyanazt a célt, az elemi, az elementáris kifejezését szolgálja.”

## Műveiből
- Rembrandt 1656-ban, olaj, vászon, 90x60 cm[7]
- Csodaszarvas, olaj, vászon, 2004[8]
- Misztikus barbarizmus XII. (Minotaurosz) zsákvászon, vegyes technika, 170x124 cm[9]
- Fájdalom és düh! olaj, vászon, 120x100 cm[10]
- Jézus elvágyódása, 1998[11]
- Jézus és Júdás, olaj, vászon 160x120 cm[12]
- Figura kereszttel olaj, vászon 160x120 cm[13]
- Hajrá magyarok! olaj, vászon, 100x70 cm[14]
- (Krisztus a kereszten)[15]
- Elesetten, olaj, vászon 150x100 cm[16]
- Corpus Christi, olaj, vászon, 160x120 cm[17][18]
- Önarckép fauve stílusban, olaj, vászon, 55x45 cm[19]

## Egyéni kiállításai
1986 • Madách Gimnázium, Budapest
1989 • Kortárs Galéria, Jászberény
1990 • Stúdió Galéria, Budapest
1992 • József Attila Művelődési Központ, Budapest [ifj. Imre Istvánnal]
1993 • Art Jam (Nyitott műtermek) • Misztikus barbarizmus, Fiatal Művészek Klubja, Budapest
1996 • Misztikus barbarizmus, Duna Galéria, Budapest (kat.).

## Részvétele csoportos kiállításokon (válogatás)

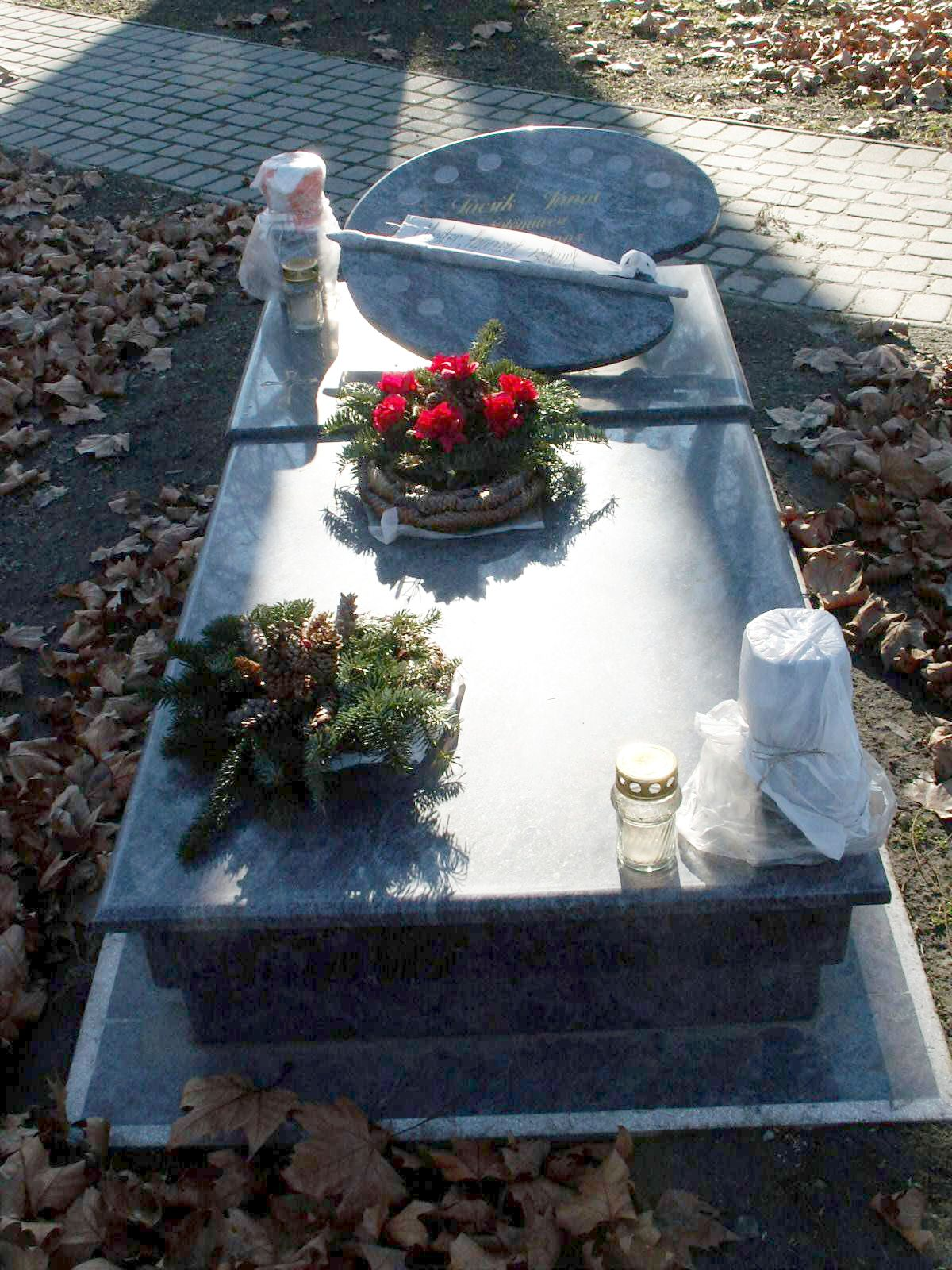
Sírja a Fiumei úti sírkertben, 2008 (42/1-1-26/a)

1984 • Képzőművészeti Főiskolások Kiállítása, Sportcsarnok
1985 • 32. Vásárhelyi Őszi Tárlat, Tornyai János Múzeum, Hódmezővásárhely
1986 • 33. Vásárhelyi Őszi Tárlat, Tornyai János Múzeum, Hódmezővásárhely
1987 • Országos Portrébiennálé, Hatvani Galéria
1988 • Metamorfózis '88, General Art Studió
1990 • Stúdió '90, Ernst Múzeum, Budapest
1991 • Stúdió '91, Magyar Nemzeti Galéria, Budapest
1994 • Európa elrablása, Vigadó Galéria, Budapest • V. Táblaképfestészeti Biennálé, Szeged • Tisztelet Munkácsynak, Munkácsy Mihály Múzeum, Békéscsaba
1996 • Corpus, Vasarely Múzeum • ERNA-kiállítás, Podmaniczky Galéria, Budapest • Nemzedékek a Százados úti Művésztelepről, Józsefvárosi Galéria, Budapest • Népvándorlás - Földöntúli - Kapcsolatok, Vajda LSG, Szentendre
1997 • Fehér képek, Vigadó Galéria, Budapest • Kilenc festő, Tornyai János Múzeum, Hódmezővásárhely • Portrék, Home Galéria, Budapest • Síkplasztikák I., Újpesti Galéria, Budapest